# Ondata di calore
Ondata di calore (estrenada internacionalment com Dead of Summer) és una pel·lícula dramàtica franco-italiana del 1970 dirigida per Nelo Risi. És basada en la novel·la Dead of Summer escrita per Dana Moseley.

## Sinopsi
Joyce és una jove nord-americana, casada amb l'enginyer alemany, Alexander Grass, que fa anys que treballa per reconstruir Agadir, la ciutat del Marroc destruïda pel terratrèmol de 1961. La seva vida solitària a casa no sembla gaire feliç: l'actitud paternalista del seu marit, les seves tendències anormals com la comunicació a través de cintes gravades, la han fet una dona frustrada. Un dia, oprimida per la calor esfereïdora provocada per una violenta tempesta de sorra, decideix fugir després d'intentar abans amb el doctor Volterra, amic de la seva família, i després agafar un avió per escapar.
La dona també està obsessionada amb les sobtades aparicions d'Ali, el jove amic del seu marit, que apareix a tots els llocs on freqüenta. Tornant a casa amb bon humor, veu un parell de veïns despullats des de la finestra, i tan embogida per aquesta visió fa que Ali entri a la casa, intentant apropar-se a ell sense èxit. Veient-se rebutjada, intenta matar-se enverinant-se amb gas: el doctor Volterra arriba a temps per salvar-la.
Hospitalitzada a la clínica per trobar una mica de pau, és atacada pels seus malsons i inquietuds. Mentre mira un programa de dansa africana a la televisió, el ritme obsessiu la intoxica, fent que es masturbi, però té una violenta crisi nerviosa. Fuig amb el cotxe del metge i es dirigeix cap a casa: aquí troba la policia que va descobreix el cos del seu marit, a qui havia assassinat el dia anterior. Volterra, arribat poc després, l'acompanya entre els crits de la gent i els flaixos dels fotògrafs.

## Repartiment
- Jean Seberg - Joyce Grasse
- Luigi Pistilli - Doctor Voltera
- Lilia Nguyen - Donzella
- Gianni Belfiore - Ali
- Paolo Modugno - Cherif
- Franco Acampora - Bianchi

## Premis
Va guanyar la Conquilla d'Or a la millor pel·lícula al Festival Internacional de Cinema de Sant Sebastià 1970.